# Mihrigul Tursun
Pour les articles homonymes, voir Tursun.
Mihrigul Tursun est une ancienne détenue ouïghour dans les camps d'internement du Xinjiang, en Chine,. Alors qu'elle est enfermée à plusieurs reprises, elle perd durant un internement un de ses enfants dans des conditions mystérieuses alors qu'il était transporté vers un hôpital en raison d'une maladie respiratoire grave. Le ministère des affaires étrangères chinois a démenti les propos lors d'une conférence de presse,.